# Aidomaggiore
Aidomaggiore est une commune de la province d'Oristano, dans la région Sardaigne, en Italie.

## Administration
| Période                                  | Période  | Identité        | Étiquette | Qualité |
| ---------------------------------------- | -------- | --------------- | --------- | ------- |
| 9 mai 2005                               | En cours | Mariano Salaris |           |         |
| Les données manquantes sont à compléter. |          |                 |           |         |

### Communes limitrophes
Borore, Dualchi, Ghilarza, Norbello, Sedilo, Soddì.

### Évolution démographique
Habitants recensés